# Universidad Marítima Internacional de Panamá
La Universidad Marítima Internacional de Panamá (UMIP) es una escuela marítima ubicada en la Ciudad de Panamá, en la antigua base de la fuerza aérea de Albrook.

## Historia
Fue establecida por una ley aprobada en 2005 y absorbió la antigua Escuela Náutica de Panamá, que fue fundada en 1958.
En enero de 2008, su edificio principal fue severamente dañado por un incendio, aunque no hubo heridos ni víctimas mortales. Se cree que el incendio comenzó en un área de almacenamiento en el piso superior del edificio.
En 2020, Georgia Tech Panama Foundation (GT Panamá) acordó con la universidad una alianza interinstitucional para potenciar el desarrollo de proyectos de investigación marítima.
En 2021, la UMIP y el Servicio Nacional Aeronaval (SENAN),  renovaron el convenio de formación marítima para propiciar espacios de cooperación y capacitación académica de ambas instituciones.